# Christoph Jahn
Christoph Jahn (* 3. September 1932 in Dresden; † 30. Mai 2015) war ein evangelisch-lutherischer Theologe, Missionar der Leipziger Mission in Brasilien, Autor, Publizist und Verleger.

## Werdegang
Christoph Jahn, aufgewachsen in der Oberlausitz, studierte von 1949 bis 1955 am Theologischen Seminar der Leipziger Mission. 1956 ging er als Missionar nach Brasilien und war im Bundesstaat Rio Grande do Sul als Pastor von 1957 bis 1967 im Ort Arroio do Tigre („Tigerbach“), damals zum Munizip Soledade gehörig, tätig. Er baute ein Landwirtschaftszentrum („Centro de Treinamento Agrícola de Arroio do Tigre“) mit auf und redigierte mehrere kirchliche Zeitschriften wie das Jornal Evangélico oder die Seleções Evangélicas in der Landessprache Portugiesisch.
Nach der Rückkehr im Jahr 1965 übernahm Jahn 1966 als Öffentlichkeitsreferent der Leipziger Mission in der Bundesrepublik die Leitung des Verlages der Evangelisch-Lutherischen Mission in Erlangen (später: Erlanger Verlag für Mission und Ökumene), die er bis zu dessen 100-jährigem Bestehen 1997 innehatte.
Auch wirkt er als Lehrbeauftragter im Bereich „Kirche und Buch“ am Institut für Christliche Publizistik der Friedrich-Alexander-Universität Erlangen-Nürnberg.
Jahn engagierte sich nach der Wiedervereinigung Deutschlands an führender Stelle im Freundes- und Förderkreis des Leipziger Missionswerks. Im Juni 2004 beendete er aus Altersgründen die Mitarbeit.
Im Jahr 2006 wurde Jahn von der Escola Superior de Teologia in São Leopoldo in einer Feierstunde für seine umfassende Lebensleistung als Pfarrer in Brasilien und Publizist in mehr als 40 Jahren und als Verlagsleiter gewürdigt.

## Ehrenamt
Mehr als 20 Jahre lang gehörte Christoph Jahn der Präsidialversammlung des Deutschen Evangelischen Kirchentags an.

## Ehrung
- 2003 wurde Christoph Jahn als Brückenbauer zwischen den Kulturen und Kirchen mit dem Bundesverdienstkreuz am Bande ausgezeichnet.[5][6]

## Veröffentlichungen
als Autor
- Treuhänder jenseits der Mauer – Namen und Stationen in „Leipzig West“ PDF, S. 11.
- Die Unruh Gottes. Eine Chronik um Bartholomäus Ziegenbalg in fünf Bildern und einem indischen Vorspiel. Neuendettelsau, Erlanger Verlag für Mission und Ökumene 2005, ISBN 3-87214-519-3.
- Pfarrei am Tigerbach. Evangelische Gemeinden in Brasilien. Evangelische Verlagsanstalt, Berlin 1966.

als Herausgeber
- Es begann am Rio dos Sinos. Geschichte und Gegenwart der Evangelischen Kirche Lutherischen Bekenntnisses in Brasilien. Herausgegeben von Joachim Fischer und Christoph Jahn, Erlangen 1970.
- Dekanat Fürth in Bayern. Geschichte und Gegenwart eines evangelisch-lutherischen Dekanatsbezirks. Herausgegeben mit einem Arbeitskreis des Dekanates durch Christoph Jahn. Erlangen, Verlag der Evangelisch-Lutherischen Mission 1979, ISBN 3-87214-120-1.